# Отришки
Отришки (укр. Отрішки) — село,
Покровский поселковый совет,
Покровский район,
Днепропетровская область,
Украина.
Код КОАТУУ — 1224255107. Население по переписи 2001 года составляло 237 человек.

## Географическое положение
Село Отришки находится на расстоянии в 1 км от села Водяное.
По селу протекает пересыхающий ручей с запрудой.
Рядом проходит железная дорога, станция Платформа 23 км в 1-м км.

## История
- 1887 — дата основания.

## Экономика
- Просяновский каолиновый карьер.